# Happier (canción de Marshmello y Bastille)
«Happier» (en español: Más feliz) es una canción del productor de música estadounidense Marshmello y la banda británica Bastille. Escrita y producida por Marshmello, con letras de Dan Smith y Steve Mac, fue lanzada por el sello discográfico Astralwerks el 17 de agosto de 2018. La canción logró posicionarse en el número dos en el listado UK Singles Chart de Reino Unido y el número 3 del Billboard Hot 100 en Estados Unidos, luego bajo a la posición número 6 para luego poder escalar al número 2 de dicho listado siendo la posición más alta de la canción, convirtiéndose en la canción con mayor posición para Marshmello tanto en el Reino Unido como en los Estados Unidos. También es la canción más alta de Bastille, así como en ambos listados, superando el número 5 de su último sencillo «Pompeii» en el Hot 100 de 2013 y empatando su puesto número dos en el listado del Reino Unido.

## Antecedentes
"Nos lo hemos pasado genial escribiendo para otros artistas y haciendo nuestros álbumes y mixtapes de Bastille", dijo el líder de la banda Bastille, Dan Smith, a NME. "El año pasado escribimos una canción llamada 'Happier' y todos se entusiasmaron mucho, así que pensamos que sería una buena colaboración. Tuvimos un momento muy interesante para trabajar con Marshmello, quien logró encontrar algo de euforia en una bastante melancólica, canción directa. Siempre es bueno entrar en el mundo de otra persona por un minuto y estamos entusiasmados de ser parte de él".

## Composición
«Happier» es una canción pop muy optimista que traza elementos del pop rock. Líricamente, la canción cuenta "la sórdida historia de un amor que terminó antes de que una de las dos partes quiera aceptarlo". Kat Bein de Billboard opinó que 'suena un poco más como un hit de radio-forward'.

## Lista de canciones
- Descarga digital[3]

| N.º | Título    | Duración |  |
| 1.  | «Happier» | 3:34     |  |

- Descarga digital[3]

| N.º | Título               | Duración |  |
| 1.  | «Happier» (acústico) | 4:10     |  |

- Sencillo en CD[4]

| N.º | Título                             | Duración |  |
| 2.  | «Happier» (Breathe Carolina remix) | 2:38     |  |

- Descarga digital – EP Remixes [5]

| N.º | Título                             | Duración |  |
| 1.  | «Happier» (Frank Walker remix)     | 3:16     |  |
| 2.  | «Happier» (Breathe Carolina remix) | 2:38     |  |
| 3.  | «Happier» (Spence remix)           | 3:15     |  |
| 4.  | «Happier» (Blanke remix)           | 3:21     |  |

- Descarga digital – EP Remixes (parte 2)[6]

| N.º | Título                               | Duración |  |
| 1.  | «Happier» (Jauz remix)               | 4:03     |  |
| 2.  | «Happier» (Svdden Death remix)       | 4:48     |  |
| 3.  | «Happier» (West Coast Massive remix) | 3:28     |  |
| 4.  | «Happier» (Matt Medved remix)        | 2:50     |  |
| 5.  | «Happier» (Hikeii remix)             | 3:06     |  |
| 6.  | «Happier» (Tim Gunter remix)         | 3:31     |  |

## Recepción

### Comercial
«Happier» es la primera y única canción que ha logrado colocarse por más de dos semanas como la 'canción más escuchada en los medios de Airplay' en los Estados Unidos, así como también logró ser la canción más escuchada en los servicios de Airplay de 2018.[cita requerida]

### Listas musicales
En el Billboard Hot 100 de Estados Unidos la canción ingresó en el número 63, luego ingresó hasta el Top 10 ubicándose en el número 8, una semana más tarde, la canción escaló al número 3 donde permaneció tres semanas.
En el Reino Unido la canción debutó en el número 31, a la semana siguiente subió al número 15, y una más tarde entraría al top 10, siendo  la canción más rápida de Marshmello en entrar a dicho top. La canción consiguió llegar al número 2. 

En Australia, la canción consiguió entrar en el número 23, a la semana siguiente se elevó diez puestos al número 13, más tarde la canción conseguiría el top 10 subiendo al número 7, la canción debutaría entre el 5 y el 7 hasta que consiguió subir al número 3 de la lista.

## Video musical
Tres videos musicales fueron lanzados para apoyar el sencillo. El primero en lanzarse fue un simple video de letras. Esto fue seguido por un video de una presentación de Marshmello tocando varios instrumentos y Dan Smith cantando y bailando, ambos en diferentes fotogramas y solo apareciendo juntos al final del video. El 24 de septiembre de 2018, Marshmello lanzó el video musical oficial, protagonizado por Miranda Cosgrove como una adolescente, junto a Teala Dunn, Jordyn Jones y James Babson como el padre. El video musical se centra en el personaje de Cosgrove durante su cumpleaños, cuando recibe un cachorro por su cumpleaños. El video luego muestra cómo es su vida mientras lidia con el acoso escolar, y lucha por la pérdida de la mascota de su infancia. Al final del video, el personaje de Cosgrove, ahora una mujer de mediana edad, organiza una fiesta de cumpleaños para su propia hija en la que su padre regala a su nieta un perro como regalo. El color amarillo y el logotipo de Marshmello aparecen a lo largo del video, pero ni él ni Bastille aparecen en el video. El video fue dirigido por Mercedes Bryce Morgan y fotografiado por el director de fotografía Steve Gainer.

## Personal
Créditos adaptados de Tidal.
- Marshmello – producción, composición
- Bastille – vocales, letras, composición
- Robin Florent – asistencia de mezcla
- Scott Desmarais – asistencia de mezcla
- Michelle Mancini – maestro de ingeniería
- Chris Galland – ingeniero de mezcla
- Manny Marroquin – mezcla
- Steve Mac – producción vocal

## Certificaciones
| País           | Organismo certificador | Certificación    | Ventas certificadas | Ref.   |
| -------------- | ---------------------- | ---------------- | ------------------- | ------ |
| Australia      | ARIA                   | 2× Platino       | 140 000             |        |
| Austria        | IFPI Austria           | Oro              | 15 000              |        |
| Bélgica        | BEA                    | Oro              | 20 000              |        |
| Canadá         | MC                     | 3× Platino       | 240 000             |        |
| Estados Unidos | RIAA                   | Platino          | 1 000               |        |
| México         | AMPROFON               | 3× Platino + Oro | 210 000             | [ 10 ] |
| Nueva Zelanda  | RMNZ                   | Platino          | 30 000              |        |
| Reino Unido    | BPI                    | Oro              | 400 000             |        |
| Suecia         | GLF                    | Oro              | 20 000              |        |

## Historial de lanzamiento
| Región         | Fecha                   | Formato                     | Versión                   | Discográfica                    | Ref.   |
| -------------- | ----------------------- | --------------------------- | ------------------------- | ------------------------------- | ------ |
| Varios         | 17 de agosto de 2018    | Descarga digital, streaming | Original                  | Astralwerks, Joytime Collective | [ 3 ]  |
| Estados Unidos | 21 de agosto de 2018    | Contemporary hit radio      | Original                  | Astralwerks, Capitol Records    | [ 11 ] |
| Varios         | 19 de octubre de 2018   | Descarga digital, streaming | EP de remezclas           | Astralwerks, Joytime            | [ 5 ]  |
| Varios         | 9 de noviembre de 2018  | Descarga digital, streaming | Acústica                  | Astralwerks, Joytime            | [ 12 ] |
| Alemania       | 23 de noviembre de 2018 | Sencillo en CD              | Original                  | Universal Music Group           | [ 4 ]  |
| Varios         | 30 de noviembre de 2018 | Descarga digital            | EP de remezclas (Parte 2) | Astralwerks, Joytime            | [ 6 ]  |